# 雷·菲利克斯
雷蒙德·达林顿·菲利克斯（英語：Raymond Darlington Felix，1930年12月10日—1991年7月28日），美国NBA联盟前职业篮球运动员。他在1953年的NBA选秀中第1轮第1顺位被巴尔的摩子弹选中。